# Piłka nożna kobiet na Letnich Igrzyskach Olimpijskich 2008 (składy)
Składy drużyn narodowych piłki nożnej kobiet na Letnich Igrzyskach Olimpijskich 2004

## Argentyna
Trener: José Carlos Borello (ur. 12 września 1955)
| Nr | Pozycja | Zawodniczka              | Data urodzenia   | Klub                    |
| -- | ------- | ------------------------ | ---------------- | ----------------------- |
| 1  | BR      | Guadalupe Calello        | 13 kwietnia 1990 | River Plate             |
| 18 | BR      | Vanina Noemí Correa      | 14 sierpnia 1983 | Boca Juniors            |
| 2  | OB      | Eva Nadia Gonzalez       | 2 września 1987  | Boca Juniors            |
| 3  | OB      | Yesica Arrien            | 1 lipca 1980     | Estudiantes de La Plata |
| 5  | OB      | Marisa Gerez             | 3 listopada 1976 | Boca Juniors            |
| 6  | OB      | Gabriela Patricia Chávez | 9 kwietnia 1989  | Independiente           |
| 12 | OB      | Daiana Cardone           | 1 stycznia 1989  | Independiente           |
| 4  | PM      | Florencia Mandrile       | 10 lutego 1988   | San Lorenzo             |
| 10 | PM      | Mariela Coronel          | 20 czerwca 1981  | Real Saragossa          |
| 11 | PM      | Fabiana Vallejos         | 30 lipca 1985    | Boca Juniors            |
| 13 | PM      | Florencia Quiñones       | 26 sierpnia 1986 | San Lorenzo             |
| 16 | PM      | Gimena Blanco            | 5 grudnia 1987   | River Plate             |
| 7  | NP      | Ludmila Manicler         | 6 lipca 1987     | Independiente           |
| 8  | NP      | Emilia Mendieta          | 4 lutego 1988    | River Plate             |
| 9  | NP      | María Belén Potassa      | 12 grudnia 1988  | San Lorenzo             |
| 14 | NP      | Andrea Ojeda             | 17 stycznia 1985 | Boca Juniors            |
| 15 | NP      | Mercedes Pereyra         | 7 maja 1987      | River Plate             |
| 17 | NP      | Analía Almeida           | 19 sierpnia 1985 | San Lorenzo             |

## Brazylia
Trener:  Jorge Luiz Barcellos (ur. 17 marca 1967)
| Nr | Pozycja | Zawodniczka  | Data urodzenia       | Klub                   |
| -- | ------- | ------------ | -------------------- | ---------------------- |
| 1  | BR      | Andréia      | 14 września 1977     | Prainsa S.C.           |
| 12 | BR      | Bárbara      | 4 lipca 1987         | Sport Recife           |
| 2  | OB      | Simone       | 10 lutego 1981       | Olympique Lyon         |
| 3  | OB      | Andréia Rosa | 8 lipca 1984         | Ferroviária Araraquara |
| 4  | OB      | Tânia        | 10 marca 1974        | Saad Esporte Clube     |
| 5  | OB      | Renata Costa | 8 lipca 1986         | Odense Boldklub        |
| 16 | OB      | Érika        | 4 lutego 1988        | Santos FC              |
| 18 | OB      | Rosana       | 7 lipca 1982         | SV Neulengbach         |
| 7  | PM      | Daniela      | 12 stycznia 1984     | Linköpings FC          |
| 6  | PM      | Maycon       | 30 kwietnia 1977     | Saad Esporte Clube     |
| 8  | PM      | Formiga      | 3 marca 1978         | Saad Esporte Clube     |
| 9  | NP      | Ester        | 9 grudnia 1982       | Santos FC              |
| 13 | PM      | Francielle   | 18 października 1989 | Santos FC              |
| 17 | PM      | Maurine      | 14 stycznia 1986     | Santos FC              |
| 10 | NP      | Marta        | 19 lutego 1986       | Umeå IK                |
| 14 | NP      | Pretinha     | 19 maja 1975         | INAC Leonessa          |
| 15 | NP      | Fabiana      | 4 sierpnia 1989      | Corinthians Paulista   |
| 11 | NP      | Cristiane    | 15 maja 1985         | Linköpings FC          |

## Chiny
Trener:  Shang Ruihua (ur. 18 listopada 1944)
| Nr | Pozycja | Zawodniczka  | Data urodzenia       | Klub               |
| -- | ------- | ------------ | -------------------- | ------------------ |
| 1  | BR      | Zhang Yanru  | 10 stycznia 1987     | Jiangsu Huatai     |
| 18 | BR      | Han Wenxia   | 23 sierpnia 1976     | Dalian Haichang    |
| 2  | OB      | Yuan Fan     | 16 listopada 1986    | Shanghai Shenhua   |
| 3  | OB      | Li Jie       | 8 lipca 1979         | Beijing Zhaotai    |
| 4  | OB      | Zhang Ying   | 27 czerwca 1985      | Shanghai Shenhua   |
| 5  | OB      | Weng Xinzhi  | 15 czerwca 1988      | Jiangsu Huatai     |
| 11 | OB      | Pu Wei       | 20 sierpnia 1980     | Shanghai Shenhua   |
| 13 | OB      | Jiang Shuai  | 7 czerwca 1982       | Tianjin Huisen     |
| 14 | OB      | Liu Huana    | 17 maja 1981         | Shaanxi Guoli      |
| 15 | OB      | Zhou Gaoping | 20 października 1986 | Jiangsu Huatai     |
| 6  | PM      | Zhang Na     | 10 marca 1984        | Hebei Huabei       |
| 7  | PM      | Bi Yan       | 17 lutego 1984       | Dalian Haichang    |
| 12 | PM      | Lou Jiahui   | 26 maja 1991         | Henan Jianye       |
| 16 | PM      | Wang Dandan  | 1 maja 1985          | Beijing Chengjiang |
| 17 | PM      | Gu Yasha     | 28 listopada 1990    | Beijing Chengjiang |
| 8  | NP      | Xu Yuan      | 17 listopada 1985    | Gansu Tianma       |
| 9  | NP      | Han Duan     | 15 czerwca 1983      | Dalian Haichang    |
| 10 | NP      | Liu Sa       | 11 lipca 1987        | Beijing Zhaotai    |

## Japonia
Trener:  Norio Sasaki (ur. 28 maja 1958)
| Nr | Pozycja | Zawodniczka      | Data urodzenia       | Klub                 |
| -- | ------- | ---------------- | -------------------- | -------------------- |
| 1  | BR      | Miho Fukumoto    | 2 października 1983  | Okayama Yunogo Belle |
| 18 | BR      | Ayumi Kaihori    | 4 września 1986      | INAC Leonessa        |
| 2  | OB      | Yukari Kinga     | 2 maja 1984          | NTV Beleza           |
| 3  | OB      | Hiromi Ikeda     | 22 grudnia 1975      | Tasaki Perule        |
| 4  | OB      | Azusa Iwashimizu | 14 października 1986 | NTV Beleza           |
| 5  | PM      | Miyuki Yanagita  | 11 kwietnia 1981     | Urawa Red Diamonds   |
| 14 | OB      | Kyoko Yano       | 3 czerwca 1984       | Urawa Red Diamonds   |
| 6  | PM      | Tomoe Kato       | 27 maja 1978         | NTV Beleza           |
| 7  | OB      | Kozue Ando       | 9 lipca 1982         | Urawa Red Diamonds   |
| 8  | PM      | Aya Miyama       | 28 stycznia 1985     | Okayama Yunogo Belle |
| 10 | PM      | Homare Sawa      | 6 września 1978      | NTV Beleza           |
| 13 | PM      | Ayumi Hara       | 21 lutego 1979       | INAC Leonessa        |
| 15 | PM      | Mizuho Sakaguchi | 15 października 1987 | Tasaki Perule        |
| 16 | PM      | Rumi Utsugi      | 5 grudnia 1988       | NTV Beleza           |
| 9  | NP      | Eriko Arakawa    | 30 października 1979 | NTV Beleza           |
| 11 | NP      | Shinobu Ōno      | 23 stycznia 1984     | NTV Beleza           |
| 12 | NP      | Karina Maruyama  | 26 marca 1983        | TEPCO Mareeze        |
| 17 | NP      | Yuki Nagasato    | 15 lipca 1987        | NTV Beleza           |

## Kanada
Trener:  Even Pellerud (ur. 15 lipca 1953)
| Nr | Pozycja | Zawodniczka        | Data urodzenia       | Klub                     |
| -- | ------- | ------------------ | -------------------- | ------------------------ |
| 1  | BR      | Karina LeBlanc     | 30 marca 1980        | New Jersey Wildcats      |
| 18 | BR      | Erin McLeod        | 26 lutego 1983       | Vancouver Whitecaps      |
| 3  | OB      | Emily Zurrer       | 12 lipca 1987        | Vancouver Whitecaps      |
| 5  | OB      | Robyn Gayle        | 31 października 1985 | Ottawa Fury              |
| 9  | OB      | Candace Chapman    | 2 kwietnia 1983      | Vancouver Whitecaps      |
| 10 | OB      | Martina Franko     | 13 stycznia 1976     | Vancouver Whitecaps      |
| 11 | OB      | Randee Hermus      | 14 listopada 1979    | Vancouver Whitecaps      |
| 4  | PM      | Clare Rustad       | 27 kwietnia 1983     | University of Washington |
| 6  | PM      | Sophie Schmidt     | 28 czerwca 1988      | Vancouver Whitecaps      |
| 7  | PM      | Rhian Wilkinson    | 12 maja 1982         | Ottawa Fury              |
| 8  | PM      | Diana Matheson     | 6 kwietnia 1984      | Ottawa Fury              |
| 13 | PM      | Amy Walsh          | 13 września 1977     | Laval Comets             |
| 17 | PM      | Brittany Timko     | 5 września 1985      | Vancouver Whitecaps      |
| 12 | NP      | Christine Sinclair | 12 czerwca 1983      | Vancouver Whitecaps      |
| 15 | NP      | Kara Lang          | 22 października 1986 | UCLA                     |
| 14 | NP      | Melissa Tancredi   | 27 grudnia 1981      | Atlanta Silverbacks      |
| 2  | NP      | Jodi-Ann Robinson  | 17 kwietnia 1989     | Vancouver Whitecaps      |
| 16 | NP      | Jonelle Filigno    | 24 września 1990     | Rutgers University       |

## Korea Północna
Trener: Kim Kwang-min
| Nr | Pozycja | Zawodniczka    | Data urodzenia       | Klub      |
| -- | ------- | -------------- | -------------------- | --------- |
| 1  | BR      | Jon Myong-hui  | 7 sierpnia 1986      | Rimyongsu |
| 18 | BR      | Han Hye-yong   | 4 marca 1985         | Pyongyang |
| 3  | OB      | Om Jong-ran    | 10 października 1985 | April 25  |
| 4  | OB      | Jang Yong-ok   | 17 września 1982     | April 25  |
| 5  | OB      | Song Jong-sun  | 11 marca 1981        | Amrokgang |
| 12 | OB      | Ri Un-hyang    | 15 maja 1988         | Amrokgang |
| 13 | OB      | Yu Jong-hui    | 21 marca 1986        | April 25  |
| 14 | OB      | Jang Il-ok     | 10 października 1986 | April 25  |
| 15 | OB      | Sonu Kyong-sun | 28 września 1983     | April 25  |
| 16 | OB      | Kong Hye-ok    | 19 lipca 1983        | April 25  |
| 2  | PM      | Kim Kyong-hwa  | 28 marca 1986        | April 25  |
| 7  | PM      | Ho Sun-hui     | 5 marca 1980         | Amrokgang |
| 9  | PM      | Ri Un-suk      | 1 stycznia 1986      | April 25  |
| 11 | PM      | Ri Un-gyong    | 19 listopada 1980    | Wolmido   |
| 6  | NP      | Kim Ok-sim     | 2 lipca 1987         | Rimyongsu |
| 8  | NP      | Kil Son-hui    | 7 marca 1986         | Rimyongsu |
| 10 | NP      | Ri Kum-suk     | 16 sierpnia 1978     | April 25  |
| 17 | NP      | Kim Yong-ae    | 7 marca 1983         | April 25  |

## Niemcy
Trener:  Silvia Neid (ur. 2 maja 1964)
| Nr | Pozycja | Zawodniczka            | Data urodzenia       | Klub                   |
| -- | ------- | ---------------------- | -------------------- | ---------------------- |
| 1  | BR      | Nadine Angerer         | 10 listopada 1978    | Djurgårdens IF         |
| 12 | BR      | Ursula Holl            | 26 czerwca 1982      | SC 07 Bad Neuenahr     |
| 2  | OB      | Kerstin Stegemann      | 29 września 1977     | Wattenscheid 09        |
| 17 | OB      | Ariane Hingst          | 25 lipca 1978        | Djurgårdens IF         |
| 6  | OB      | Linda Bresonik         | 7 grudnia 1983       | SG Essen-Schönebeck    |
| 5  | OB      | Annike Krahn           | 1 lipca 1985         | FCR 2001 Duisburg      |
| 3  | OB      | Saskia Bartusiak       | 9 września 1982      | 1. FFC Frankfurt       |
| 4  | OB      | Babett Peter           | 12 maja 1988         | 1. FFC Turbine Potsdam |
| 10 | PM      | Renate Lingor          | 11 października 1975 | 1. FFC Frankfurt       |
| 18 | PM      | Kerstin Garefrekes     | 4 września 1979      | 1. FFC Frankfurt       |
| 7  | PM      | Melanie Behringer      | 18 listopada 1979    | SC Freiburg            |
| 14 | PM      | Simone Laudehr         | 12 lipca 1986        | FCR 2001 Duisburg      |
| 15 | PM      | Fatmire Bajramaj       | 1 kwietnia 1988      | FCR 2001 Duisburg      |
| 13 | PM      | Célia Okoyino da Mbabi | 27 czerwca 1988      | SC 07 Bad Neuenahr     |
| 8  | NP      | Sandra Smisek          | 3 lipca 1977         | 1. FFC Frankfurt       |
| 9  | NP      | Birgit Prinz           | 25 października 1977 | 1. FFC Frankfurt       |
| 11 | NP      | Anja Mittag            | 16 maja 1985         | 1. FFC Turbine Potsdam |
| 16 | NP      | Conny Pohlers          | 16 listopada 1978    | 1. FFC Frankfurt       |

## Nigeria
Trener:  Joseph Ladipo
| Nr | Pozycja | Zawodniczka      | Data urodzenia   | Klub               |
| -- | ------- | ---------------- | ---------------- | ------------------ |
| 1  | BR      | Precious Dede    | 18 stycznia 1980 | Delta Queens F.C.  |
| 18 | BR      | Tochukwu Oluehi  | 2 maja 1987      | Bayelsa Queens     |
| 3  | OB      | Ayisat Yusuf     | 6 marca 1985     | Delta Queens F.C.  |
| 2  | OB      | Efioanwan Ekpo   | 25 stycznia 1984 | Pelican Stars      |
| 11 | OB      | Lilian Cole      | 1 sierpnia 1985  | Delta Queens F.C.  |
| 10 | OB      | Rita Chikwelu    | 6 marca 1988     | United Pietarsaari |
| 16 | OB      | Ulumma Jerome    | 11 kwietnia 1988 | Rivers Angels      |
| 4  | PM      | Perpetua Nkwocha | 13 stycznia 1976 | Sunnanå SK         |
| 7  | PM      | Stella Mbachu    | 16 kwietnia 1978 | Tianjin Teda F.C.  |
| 9  | PM      | Sarah Michael    | 22 lipca 1990    | Delta Queens F.C.  |
| 6  | PM      | Kikelomo Ajayi   | 28 kwietnia 1977 | Tianjin Teda F.C.  |
| 14 | PM      | Faith Ikidi      | 28 lutego 1987   | Linköpings FC      |
| 15 | PM      | Tawa Ishola      | 23 grudnia 1988  | Bayelsa Queens     |
| 17 | PM      | Edith Eduviere   | 18 czerwca 1986  | FCT Queens         |
| 12 | NP      | Cynthia Uwak     | 15 lipca 1986    | Falköpings KIK     |
| 5  | NP      | Onome Ebi        | 8 maja 1983      | Bayelsa Queens     |
| 8  | NP      | Ifeanyi Chiejine | 17 maja 1983     | Bayelsa Queens     |
| 13 | NP      | Christie George  | 10 maja 1984     | Pelican Stars      |

## Norwegia
Trener:  Bjarne Berntsen (ur. 21 grudnia 1956)
| Nr | Pozycja | Zawodniczka              | Data urodzenia   | Klub                    |
| -- | ------- | ------------------------ | ---------------- | ----------------------- |
| 1  | BR      | Erika Skarbø             | 12 czerwca 1987  | Arna-Bjørnar            |
| 18 | BR      | Christine Nilsen         | 30 kwietnia 1982 | Kolbotn IL              |
| 2  | OB      | Ane Stangeland Horpestad | 2 czerwca 1980   | Klepp IL                |
| 5  | OB      | Siri Nordby              | 4 sierpnia 1978  | Røa IL                  |
| 3  | OB      | Gunhild Følstad          | 3 listopada 1982 | Trondheims-Ørn          |
| 7  | OB      | Trine Bjerke Rønning     | 14 czerwca 1982  | Kolbotn IL              |
| 15 | OB      | Marita Skammelsrud Lund  | 29 stycznia 1989 | Team Strømmen FK        |
| 12 | OB      | Marit Fiane Christensen  | 11 grudnia 1980  | Røa IL                  |
| 4  | PM      | Ingvild Stensland        | 3 sierpnia 1981  | Kopparbergs/Göteborg FC |
| 13 | PM      | Lene Storløkken          | 20 czerwca 1981  | Team Strømmen FK        |
| 6  | PM      | Marie Knutsen            | 31 sierpnia 1982 | Røa IL                  |
| 9  | PM      | Isabell Herlovsen        | 23 czerwca 1988  | Kolbotn IL              |
| 8  | PM      | Solveig Gulbrandsen      | 12 stycznia 1981 | Kolbotn IL              |
| 10 | NP      | Melissa Wiik             | 7 lutego 1985    | Stabæk IF               |
| 17 | NP      | Lene Mykjåland           | 20 lutego 1987   | Røa IL                  |
| 11 | NP      | Leni Larsen Kaurin       | 21 marca 1981    | 1. FFC Turbine Potsdam  |
| 16 | NP      | Elise Thorsnes           | 14 sierpnia 1988 | Røa IL                  |
| 14 | NP      | Guro Knutsen             | 10 stycznia 1985 | Røa IL                  |

## Nowa Zelandia
Trener:  John Herdman
| Nr | Pozycja | Zawodniczka     | Data urodzenia       | Klub                        |
| -- | ------- | --------------- | -------------------- | --------------------------- |
| 1  | BR      | Jenny Bindon    | 25 lutego 1973       | Waitakere City F.C.         |
| 18 | BR      | Rachel Howard   | 30 listopada 1977    | TSV Crailsheim              |
| 2  | OB      | Ria Percival    | 7 grudnia 1989       | F.C. Indiana                |
| 3  | OB      | Anna Green      | 20 sierpnia 1990     | Three Kings United          |
| 5  | OB      | Abby Erceg      | 20 listopada 1989    | Western Springs             |
| 6  | OB      | Rebecca Smith   | 17 czerwca 1981      | Sunnanå SK                  |
| 14 | OB      | Kristy Hill     | 1 lipca 1979         | Three Kings United          |
| 17 | OB      | Marlies Oostdam | 29 lipca 1977        | Eastern Suburbs AFC         |
| 4  | PM      | Katie Hoyle     | 1 lutego 1988        | Lynn-Avon United            |
| 8  | PM      | Hayley Moorwood | 13 lutego 1984       | Lynn-Avon United            |
| 10 | PM      | Emily McColl    | 1 listopada 1985     | Coastal Carolina University |
| 11 | PM      | Kirsty Yallop   | 4 listopada 1986     | Lynn-Avon United            |
| 7  | NP      | Alexandra Riley | 30 października 1987 | Stanford University         |
| 9  | NP      | Amber Hearn     | 28 listopada 1984    | Lynn-Avon United            |
| 12 | NP      | Merissa Smith   | 11 listopada 1990    | Three Kings United          |
| 13 | NP      | Rebecca Tegg    | 18 grudnia 1985      | Eastern Suburbs AFC         |
| 15 | NP      | Emma Kete       | 1 września 1987      | Lynn-Avon United            |
| 16 | NP      | Renee Leota     | 16 maja 1990         | Miramar Rangers             |

## Stany Zjednoczone
Trener:  Pia Sundhage (ur. 13 lutego 1960)
| Nr | Pozycja | Zawodniczka      | Data urodzenia       | Klub                |
| -- | ------- | ---------------- | -------------------- | ------------------- |
| 1  | BR      | Hope Solo        | 30 lipca 1981        | Washington          |
| 18 | BR      | Nicole Barnhart  | 10 października 1981 | Stanford            |
| 2  | OB      | Heather Mitts    | 9 czerwca 1978       | Florida             |
| 15 | OB      | Kate Markgraf    | 23 sierpnia 1976     | Notre Dame          |
| 3  | OB      | Christie Rampone | 24 czerwca 1975      | Monmouth            |
| 17 | OB      | Lori Chalupny    | 29 stycznia 1984     | North Carolina      |
| 4  | OB      | Rachel Buehler   | 8 czerwca 1985       | Stanford            |
| 14 | OB      | Stephanie Cox    | 3 kwietnia 1986      | Portland            |
| 7  | PM      | Shannon Boxx     | 27 czerwca 1977      | Notre Dame          |
| 9  | PM      | Heather O’Reilly | 2 stycznia 1985      | North Carolina      |
| 11 | PM      | Carli Lloyd      | 16 lipca 1982        | Rutgers             |
| 5  | PM      | Lindsay Tarpley  | 22 września 1983     | North Carolina      |
| 10 | PM      | Aly Wagner       | 10 sierpnia 1980     | Santa Clara         |
| 16 | PM      | Angela Hucles    | 5 lipca 1978         | Virginia            |
| 13 | PM      | Tobin Heath      | 29 maja 1988         | North Carolina      |
| 6  | NP      | Natasha Kai      | 22 maja 1983         | Hawaii              |
| 8  | NP      | Amy Rodriguez    | 17 lutego 1987       | Southern California |
| 12 | NP      | Lauren Cheney    | 30 września 1987     | UCLA                |

## Szwecja
Trener:  Thomas Dennerby (ur. 13 sierpnia 1959)
| Nr | Pozycja | Zawodniczka       | Data urodzenia    | Klub                    |
| -- | ------- | ----------------- | ----------------- | ----------------------- |
| 1  | BR      | Hedvig Lindahl    | 29 kwietnia 1983  | Linköpings FC           |
| 12 | BR      | Caroline Jönsson  | 22 listopada 1977 | LdB FC Malmö            |
| 2  | OB      | Karolina Westberg | 16 maja 1978      | Umeå IK                 |
| 3  | OB      | Stina Segerström  | 17 czerwca 1983   | KIF Örebro DFF          |
| 4  | OB      | Anna Paulson      | 29 lutego 1984    | Umeå IK                 |
| 6  | OB      | Sara Thunebro     | 26 kwietnia 1979  | Djurgårdens IF          |
| 7  | OB      | Sara Larsson      | 13 maja 1979      | Linköpings FC           |
| 13 | OB      | Frida Östberg     | 10 grudnia 1977   | Umeå IK                 |
| 17 | OB      | Charlotte Rohlin  | 2 grudnia 1980    | Linköpings FC           |
| 5  | PM      | Caroline Seger    | 19 marca 1985     | Linköpings FC           |
| 14 | PM      | Josefine Öqvist   | 23 lipca 1983     | Linköpings FC           |
| 15 | PM      | Therese Sjögran   | 8 kwietnia 1977   | LdB FC Malmö            |
| 16 | PM      | Linda Forsberg    | 19 czerwca 1985   | Djurgårdens IF          |
| 18 | PM      | Nilla Fischer     | 2 sierpnia 1984   | LdB FC Malmö            |
| 11 | NP      | Victoria Svensson | 18 maja 1977      | Djurgårdens IF          |
| 8  | NP      | Charlotta Schelin | 27 lutego 1984    | Kopparbergs/Göteborg FC |
| 9  | NP      | Jessica Landström | 12 grudnia 1984   | Linköpings FC           |
| 10 | NP      | Johanna Almgren   | 22 marca 1984     | Kopparbergs/Göteborg FC |